# Ken Dryden
Kenneth Wayne „Ken“ Dryden OC PC (* 8. August 1947 in Hamilton, Ontario) ist ein ehemaliger kanadischer Eishockeytorwart, war als Autor von Eishockeyliteratur und sozialkritischen Büchern tätig und ist seit 2004 Mitglied des kanadischen Parlaments. Von 2004 bis 2006 gehörte er als Minister dem Kabinett von Premierminister Paul Martin an. 

## Eishockey-Karriere
Beim NHL Amateur Draft 1964 hatten sich die Boston Bruins die Rechte an ihm gesichert. Ende der 60er Jahre war sich der talentierte Ken Dryden bewusst, dass er mit Eishockey nicht genug Geld verdienen konnte, um davon bis an sein Lebensende zu leben. Er zog es also vor, sich zuerst um eine gute Schulausbildung und dann sein Studium in Geschichte und Jura zu kümmern. Er entschied sich gegen ein Angebot der Montréal Canadiens und zog es vor, ein Angebot von Team Canada für vier Jahre sowie ein Stipendium an der Universität von Manitoba anzunehmen. Das Programm wurde abgebrochen und Ken wechselte zu einem Farmteam der Canadiens. Nebenbei studierte er Recht in Montreal. Dann kamen die Playoffs 1971 und die Canadiens holten ihren Farmteamgoalie und dieser wurde zum Star. Dryden holte die Conn Smythe Trophy als bester Spieler der Playoffs und führte seine Canadiens zum Stanley Cup. Dryden hatte einen Vertrag über zwei Jahre der ihm $90.000 brachte. Als die Canadiens sich weigerten zum Ende des Vertrags über eine Erhöhung der Bezüge zu verhandeln, trat Dryden zu Saisonende in Streik und die Playoffs waren für die Canadiens bereits im Viertelfinale beendet. Er nutzte die Zeit und beendete sein Jura-Studium. In der kommenden Saison war er zurück und verdiente nun pro Jahr $200.000. Er war das Gegengewicht zu den starken Angreifern der Habs. Ihn zeichnete die Kombination von guter Athletik und physischer Stärke aus. So führte er die Canadiens noch zu den Stanley Cup Siegen 1973, 1976, 1977, 1978 und 1979. Nach vier Stanley Cups in Folge beendete er mit 31 Jahren seine Karriere und damit auch eine große Ära der Montréal Canadiens.
1983 wurde er mit der Aufnahme in die Hockey Hall of Fame geehrt. Vor dem Heimspiel gegen die Ottawa Senators am 29. Januar 2007 wurde seine Rückennummer 29 in einer feierlichen Zeremonie gesperrt. Sie wird damit an keinen Spieler der Canadiens mehr vergeben.
Kens Bruder Dave war ebenfalls Torhüter in der NHL. Als beide Brüder im Spiel der Canadiens bei den Sabres in der Saison 70/71 für ihr jeweiliges Team eingewechselt wurden, standen sich erstmals in der NHL-Geschichte zwei Brüder im Tor gegenüber.

## Auszeichnungen
- NHL First All-Star Team: 1973, 1976, 1977, 1978 und 1979
- NHL Second All-Star Team: 1972
- Vezina Trophy: 1973, 1976, 1977, 1978 und 1979
- Calder Memorial Trophy: 1972
- Conn Smythe Trophy: 1971
- Order of Hockey in Canada: 2020

## Rekorde
- 2 aufeinanderfolgende Saisons mit mehr als 40 Siegen (1975/76 und 1976/77) gemeinsam mit 3 weiteren Spielern.

## Leben nach dem Eishockey
Bereits als aktiver Spieler versuchte sich Dryden als Autor und es erschien das Buch Summit on Ice. Das Buch ist ein Tagebuch über die Geschehnisse und seine Erfahrungen in den Eishockeyspielen der Summit Series zwischen Kanada und der Sowjetunion im Jahr 1972. Das Buch ist nicht besonders bekannt und wird schon lange nicht mehr gedruckt. Nach seiner aktiven Laufbahn wurde das Buch The Game veröffentlicht. Er beschreibt darin seine psychische Situation als Torhüter der Montreal Canadiens auf dem Weg zum Stanley-Cup-Triumph 1979 und geht darin besonders auf den Druck ein, der auf dem Goalie lastet und bietet den Lesern einen Blick hinter die Kulissen eines Eishockeyteams. Das Buch erhielt schon mehr Aufmerksamkeit als sein erstes. In seinen weiteren Büchern befasste er sich auch mit anderen Themen außer Eishockey. In seiner Veröffentlichung In School: Our Kids, Our Teachers, Our Classrooms beschäftigt er sich kritisch mit dem kanadischen Schulsystem.
Des Weiteren arbeitete Dryden als Kommentator für das Fernsehen. 1980, 1984 und 1988 kommentierte er bei den Olympischen Winterspielen das Eishockeyturnier. 
Von 1997 bis 2004 war er Präsident der Toronto Maple Leafs.

## Politische Karriere
Von 1984 bis 1986 war er erster Jugendbeauftrager der Provinz Ontario.
Im Juni 2004 wurde Ken Dryden nach dem Rückzug von Art Eggleton für die Liberale Partei Kanadas als Abgeordneter in das Unterhaus (House of Commons) gewählt. Von Premierminister Paul Martin wurde er ins Kabinett berufen und wurde dort Minister für soziale Entwicklung.
Während des Wahlkampfes 2006 veröffentlichte Dryden in seinen Broschüren einen Brief von Ya'acov Brosh, dem Generalkonsul Israels, der ihm dankte an der Gedenkfeier zu Ehren des 1995 ermordeten Ministerpräsidenten Israels Jitzchak Rabin teilgenommen zu haben. Dryden zog Kritik auf sich, da Brosh nach der Veröffentlichung des Briefes sagte, dass er zwar zustimmte, dass der Brief herumgereicht werden dürfe, er jedoch nicht zugestimmt hatte, dass er Teil von Drydens Wahlkampf wird. Dryden verlor seinen Posten als Minister, blieb aber für den Distrikt York Centre im Parlament.
Am 28. April 2006 bestätigte Dryden Gerüchte, dass er für das Amt des Parteivorsitzenden der Liberalen Partei Kanadas kandidieren wird. Daraufhin wurde er kritisiert, dass seine Art zu sprechen zu schwerfällig sei und sein Französisch nicht gut genug, weshalb er als Vorsitzender nicht in Frage käme.
Während Dryden, was das Wahlkampfbudget angeht, deutlich hinter seinen Konkurrenten liegt, fand eine Befragung heraus, dass die Unterstützung für ihn deutlich größer ist als für seine Konkurrenten. Und auch im Bundesstaat Québec steht er trotz seines schlechten Französisch gut da.
Die Wahl fand am 6. Dezember 2006 statt. Acht Kandidaten hatten sich zur Wahl gestellt. Nach dem ersten Wahlgang sollten drei Kandidaten ausscheiden, nach dem zweiten Wahlgang zwei weitere, im dritten sollte noch ein Kandidat ausscheiden, sodass im vierten und letzten Wahlgang nur noch zwei Kandidaten antraten. Im ersten Wahlgang lag Dryden mit 4,9 Prozent auf Platz fünf, im zweiten Wahlgang erhielt er 4,7 Prozent der Stimmen und blieb auf dem fünften Platz, weshalb er ausschied. Im dritten Wahlgang unterstützte er Bob Rae, der aber die wenigsten Stimmen der drei übriggebliebenen Kandidaten erhielt. Danach wechselte Dryden zu Stéphane Dion, der im entscheidenden Wahlgang 54,7 Prozent erhielt.